# 아즈마촌 (군마현 아가쓰마군)
아즈마촌(일본어: 東村)은 일본 군마현 북서부 아가쓰마군에 속했던 촌이다. 2006년 3월 27일 아즈마촌, 아가쓰마정 등 2개 정·촌이 합병하여 히가시아가쓰마정이 신설되고 폐지되었다.

## 역사
- 1889년 4월 1일 - 정촌제 시행으로 아가쓰마군 아즈마촌이 설치되었다.
- 2006년 3월 27일 - 아즈마촌과 인접했던 아가쓰마정 등 2개 정·촌이 합병하여 히가시아가쓰마정이 신설되고, 아즈마촌 등은 폐지되었다.